# Dolerus nitens
Dolerus nitens är en stekelart som beskrevs av Ernst Gustav Zaddach 1859. Dolerus nitens ingår i släktet Dolerus, och familjen bladsteklar. Arten är reproducerande i Sverige.